# 笑いがいちばん
『笑いがいちばん』（わらいがいちばん）は、NHK総合テレビで17年間にわたって放送された演芸バラエティ番組である。2010年度までは毎週日曜日午後に放送された。また、海外向けのNHKワールド・プレミアムでも国内と同時放送を行っていた。
本項目では前身の2番組（『お好み演芸会』（おこのみえんげいかい）、『演芸ひろば』（えんげいひろば））についても述べる。

## 概要
もとは「お好み演芸会」のタイトルで1973年4月7日に放送開始。その後「演芸ひろば」（1991年4月7日放送分より。ラジオにも同名番組が一時存在）を経て、1994年4月10日放送分より「笑いがいちばん」に改題された。
毎回、3〜4組のお笑い芸人が出演し、持ち芸を披露。司会者が芸人を紹介し、芸人の演技の他に司会者と出演する芸人がテーマに沿ってトークを行うコーナー構成となっていた。また、司会者不在の時期は芸人の演技が終了した後にその芸人が次に登場する芸人をコメント付きで紹介するリレー方式となっており、エンディングでは出演全芸人を登場順に魚眼レンズによる映像で振り返る形をとっていた。
また、「お好み演芸会」の時代は演芸（漫才・コント・落語など）と、大喜利コーナーの2部構成で放送されていた。

## 放送時間

### 「お好み演芸会」時代
- 1973年4月7日 - 1974年3月9日：毎週土曜日 17:05 - 17:55
- 1974年4月13日 - 11月2日 ：毎週土曜日 17:05 - 18:00
- 1974年11月25日 - 1976年3月15日：毎週月曜日 15:05 - 16:00
- 1976年4月11日 - 1983年2月27日：毎週日曜日 13:35 - 14:25
- 1983年3月の放送は月曜日に当たる3月7日の15時台で放送された1回のみ。
- 1983年4月10日 - 1991年3月3日：毎週日曜日 13:30 - 14:20
  - 最終回である1991年3月17日放送回は通常よりも45分遅れで放送。
  - また、3月末〜4月初旬にかけての選抜高等学校野球大会、8月上旬〜中旬にかけての全国高等学校野球選手権大会の時期には同大会の中継が優先されるために放送休止となるケースが多く、その場合には平日夕方の時間帯（主に15時台）の同番組の再放送枠での振替放送で対応する形が採られていた。

### 「演芸ひろば」時代
- 1991年4月7日 - 1994年4月3日：毎週日曜日 13:00 - 13:30

### 「笑いがいちばん」時代
- 1994年4月10日 - 1995年3月26日：毎週日曜日 13:30 - 13:59
- 1995年4月8日 - 2000年3月11日：毎週土曜日 17:30 - 17:59
- 2000年4月9日 - 2005年3月27日：毎週日曜日 13:45 - 14:15
- 2005年4月3日 - 2008年3月30日、2009年4月12日 - 2011年2月27日：毎週日曜日 13:05 - 13:35
- 2008年4月6日 - 2009年3月29日：毎週日曜日 13:35 - 14:05
- 2011年4月3日（日曜日）：17:10 - 17:40（2011年3月13日放送予定分を振り替え放送。東北地方を除く）※最終回[2]）

地上デジタル放送でもデジタルハイビジョンで放送。なお、2005年4月の番組改編により大河ドラマ『義経』の先行放送が5分繰り下げられ（13:05 - 13:50）、12月11日（『義経』最終回放送日）まで地上デジタルでのハイビジョン放送が休止されていたが、翌12月18日の放送より再開した。2006年度より大河ドラマの先行放送は放送されていない。
スポーツ中継や『NHKのど自慢』（チャンピオン大会など、 - 13:30）がある場合は放送が休止。不定期に一部地域で地域情報番組に差し替える場合があり、その場合はその地域のみ休止となり、代替放送は行われなかった。

### 緊急ニュースなどによる変更
- 2009年4月5日はテポドンが発射された（「北朝鮮 飛翔体発射の模様」関連のニュース）ため『NHKのど自慢』が15分ずれ、その次のニュースも通常の5分間から30分に拡大した関係で休止になった。13:05におことわりのテロップが表示された（NHKワールド・プレミアムは表示なし）。
- 2010年2月28日は、前日発生したチリ地震の影響で青森県から宮城県の太平洋岸に大津波警報が発表されたため放送休止となった。その日放送する予定だった回は、後日振り替え放送された。
- 2010年4月11日は、神戸局のみJリーグ中継のため放送休止となった。
- 2011年3月13日と3月20日（当初最終回）は、東北地方太平洋沖地震（東日本大震災）関連の報道で番組休止となった（後述）。

## 番組の終了および、東日本大震災による対応など
2011年度のNHK番組改編に伴い、2011年3月20日の放送を以て終了することになっていた。しかし、3月11日に東北地方太平洋沖地震（東日本大震災）が発生し、以後の地震関連の報道により13日と20日の放送を休止、27日も地震関連番組や第83回選抜高等学校野球大会中継などの関係で放送休止となった。また大震災発生前の3月6日はびわ湖毎日マラソン中継のため休止だったことから、2011年3月は本番組が1カ月も放送を休止する事態となったため、3月中に放送予定だった残り2回分が消化困難になっていたが、3月13日に予定していた回（出演：春風亭小朝、ロケット団）を4月3日 17:10 - 17:40に放送し、この回で最終回とすることになった（よって、最終回となる予定だった回は事実上“お蔵入り”となった）。なお、東北地方では当該時刻に震災関連番組（東北ライフライン情報）が放送された関係で、この回すら放送される事無く終了した。

## 出演者

### 「お好み演芸会」時代

#### 歴代総合司会・コーナー司会
- 桂米丸（総合司会） - 1973年4月7日〜1980年4月7日
- 柳家小三治（前期大喜利コーナー「噺家横丁」司会） - 1973年4月7日〜1980年4月7日（選抜高校野球中継による特別編成のため、月曜に代替放送）
- 高野美緒（進行アシスタント） - 1978年5月1日〜1980年4月7日（同上）
- 三國一朗（総合司会・後期大喜利コーナー「花の落語家五人衆」司会） - 1980年4月13日〜1989年3月5日
- 春日三球（トークコーナー「話のらくがき帳」司会） - 1980年4月13日〜1982年4月19日（選抜高校野球中継による特別編成のため、月曜に代替放送）
- 星セント・ルイス（「セント・ルイス」コーナー（演芸コーナー）司会） - 1980年4月13日〜1982年4月19日（同上）
- 大瀬ゆめじ・うたじ（「ゆめじ・うたじ」コーナー（演芸コーナー）司会） - 1982年5月9日〜1985年4月21日
- 団しん也（総合司会・演芸コーナー司会） - 1985年6月16日〜1989年3月5日
- フランキー堺（総合司会・「花の落語家五人衆」司会） - 1989年4月23日〜1990年1月28日
- 春風亭小朝（総合司会） - 1990年2月4日〜1991年3月17日
- 春風亭昇太（総合司会） - 1990年4月15日〜1991年3月17日
- 初代森乃福郎（総合司会<大阪製作分<不定期）>） - 1973年8月〜1976年3月
- 2代目桂春蝶（総合司会<大阪製作分<不定期>） - 1976年7月〜1980年11月
- 吉本真由美（進行アシスタント<大阪製作分>） - 1976年7月〜1977年5月
- 香川留美（進行アシスタント<大阪製作分>） - 1977年6月〜1978年3月
- 大海れい子（進行アシスタント<大阪製作分>） - 1978年6月〜1980年2月
- 尾崎美智子（進行アシスタント<大阪製作分>） - 1980年7月〜11月

#### コーナーレギュラー
- 「噺家横丁」（前期大喜利コーナー）レギュラー
  - 三遊亭圓右 - 1973年4月〜1975年3月
  - 三遊亭圓遊 - 1973年4月〜1975年3月
  - 7代目橘家圓蔵 - 1973年4月〜9月
  - 2代目桂伸治 - 1973年4月〜1975年3月
  - 春風亭柳昇 - 1973年4月〜1975年3月
  - 5代目春風亭柳朝 - 1973年4月〜1975年3月
  - 三遊亭圓彌 - 1975年4月〜1980年3月
  - 三遊亭小遊三 - 1975年4月〜1977年3月
  - 三笑亭夢二 - 1975年4月〜1977年3月
  - 柳家さん八 - 1975年4月〜1980年3月
  - 3代目三遊亭歌奴 - 1975年4月〜1980年3月
  - 桂文朝 - 1975年4月〜1980年3月
  - 桂枝雀 - 1977年4月〜1978年3月
  - 4代目三遊亭金馬 - 1977年4月〜1980年3月
  - 春風亭小朝（アシスタント） - 1975年4月〜1980年3月（1978年4月からパネラーとして出演）
- 「花の落語家六人衆（→五人衆）」（後期大喜利コーナー）レギュラー
  - 立川談志 - 1980年4月〜1982年12月（談志降板後の後任は置かれず。1983年1月以降、ゲストパネラー枠に変更）
  - 5代目三遊亭圓楽 - 1980年4月〜1989年3月
  - 5代目月の家圓鏡（1982年10月以降、8代目橘家圓蔵を襲名） - 1980年4月〜1989年3月
  - 春風亭小朝（「噺家横丁」から唯一続投） - 1980年4月〜1990年1月（2月より司会に昇格）
  - 桂枝雀 - 1980年4月〜1983年4月
  - 初代林家三平 - 1980年4月〜10月（1980年9月20日に死去。生前最後の番組収録の模様は10月5日に追悼特別企画として放送され、この回の放送をもって降板扱いとなった。後任は置かれず、以後「五人衆」が定着）
  - 柳家小きん（1985年10月以降、4代目桂三木助を襲名） - 1983年5月〜1990年3月
  - 桂小米朝 - 1989年4月〜1990年3月
  - 林家こぶ平 - 1989年4月〜1990年3月
  - 桂歌春 - 1989年4月〜1990年3月
  - レギュラー欠席時の代役（準レギュラー格）：鈴々舎馬風、三遊亭小遊三、柳家つば女、柳家権太楼ほか
  - 主なゲストパネラー：三笑亭夢楽、桂歌丸ほか
- その他
  - 針すなお（プレゼントコーナー担当） - 1974年4月〜1980年3月

### 「演芸ひろば」時代

#### 歴代司会
- 水島裕 - 1991年4月7日〜1992年3月29日
- 内海好江 - 1992年4月12日〜1993年4月7日（当日は選抜高校野球中継による特別編成のため、水曜日に振替放送）
- 春風亭昇太 - 1992年4月12日〜1994年4月3日
- 渡辺正行 - 1993年4月11日〜1994年4月3日
- 桂米助 - 1993年4月11日〜1994年4月3日

### 「笑いがいちばん」時代
- 渡辺正行・麻木久仁子・ヨネスケ（司会） - 1994年4月10日〜8月28日
- 渡辺正行（司会）／松居直美・きたろう・底ぬけAIR-LINE・みかずき組（コントレギュラー） - 1994年9月11日〜1995年3月26日
  - 1994年9月に大幅な番組リニューアルが行われ、司会者も含めたレギュラー陣が毎回同一の舞台設定の下でコントを演じながらゲスト出演者の演目を紹介するという構成に変更。以後、司会者交代と同時に設定を変更しながら2000年春改編までこの構成での放送が続けられた。
- 柳家小三治・ 松居直美（司会）／春風亭柳昇・三遊亭小遊三・月亭八方・春風亭昇太（コントレギュラー） - 1995年4月8日〜1998年3月7日
  - 松居は出産・育児準備のため1996年9月28日放送分 - 12月21日放送分まで一時降板（翌1997年1月4日放送より復帰）。その間の代役は高橋真美が務めた。
- ヨネスケ・ 河合美智子（司会） - 1998年4月4日〜2000年3月11日
- 爆笑問題（司会） - 2000年4月9日〜2002年3月24日
- 爆笑問題・ 坂下千里子（司会）／BOOMER・ 阪田マサノブ（コントレギュラー） - 2002年4月7日〜2004年3月14日
  - 2002年4月からは渡辺（後期）→小三治・松居→ヨネスケ・河合時代と同様にレギュラーたちのコント（コントシリーズのタイトルは「ニュースいちばん」として位置づけられている）をベースとしてゲスト出演者の演目を紹介する構成に戻された。
  - 阪田は2002年6月に放送された同番組のワールドカップ特別版にゲスト出演した後、同12月より正式にレギュラーに加入。
  - 2004年度からの3年間はレギュラー・司会者を一切起用されず、ゲスト出演者（平均4〜5組程度）の演目の様子を、時に舞台裏からステージへと上がってゆく演者たちの表情やその合間にカメラマンらスタッフに向かって彼らが発したコメントなどと合わせつつ紹介するという構成となった。
- 林家正蔵・中川翔子（司会） - 2007年4月8日〜2010年3月14日
- 林家正蔵・杉崎美香（司会）／ ぴろき（コーナーレギュラー） - 2010年4月4日〜2011年4月3日[5]

## ナレーション
- 笠原留美 - 2005年4月10日〜2007年3月18日、オープニングのみ

## テーマ曲
- ダウン・タウン・ファイティング・ブギウギ・バンド - 1980年代（『お好み演芸会』時代）
- 国本武春 - 1999年4月3日 - [6]

## 脚註
1. ↑  番組のお知らせ等を除く為。
2. ↑  当初3月20日で終了の予定が、東日本大震災の報道により延期となっていた。（詳細は「番組の終了および、東日本大震災による対応など」を参照）
3. ↑  前述の通り、同年3月20日に放送される予定だった
4. ↑  収録された一部（古今亭菊之丞など）は、後継番組の『演芸図鑑』で放送されている。収録スタジオなどが異なるが、断り書きのテロップなどはなかった。
5. ↑  杉崎にとっては当番組がNHKでの初レギュラーであった。
6. ↑  国本も時々番組に出演し、自身の浪曲を披露していた。